# Pierre Jean Joseph Dubruel
Pierre Jean Joseph Dubruel est un homme politique français né le 16 septembre 1760 à Rignac (Aveyron) où il est mort le 26 mars 1828.

## Biographie

### Jeunesse et études
Pierre Jean Joseph Dubruel naît le 16 septembre 1760 de Jean-François Dubruel, juge royal de la ville de Rignac, et de Catherine de Janson. Pierre Jean Joseph Dubruel suit des études de droit civil et de droit canon. 

### Parcours professionnel
Il exerce au présidial de Rodez les fonctions de conseiller. Juge royal à Rignac en 1787, il devient juge au tribunal de district d'Aubin quand éclate la Révolution française. Il échappe de peu aux persécutions de la Terreur, et est élu député de l'Aveyron le 24 Vendémiaire an IV (septembre 1795) au Conseil des Cinq-Cents par 194 voix sur 304 votants. 
Ses activités parlementaires traitent principalement des questions religieuses et de l'accommodation du catholicisme à la République. Il présente ainsi un projet de loi pour s'opposer au projet de loi visant à punir les prêtres réfractaires. Son projet de loi avait comme objectif « d'admettre tous les prêtres sans distinction à prêter un serment de soumission aux lois, et de bannir du territoire français ceux qui le refuseraient, le rétracteraient ou le modifieraient, à l'exception des sexagénaires qui seraient reclus ». Le 5 prairial de l'année de son élection, il appuie la pétition en faveur des prêtres détenus contre les dispositions de la loi du 14 brumaire. Le 10 fructidor, il rédige un nouveau rapport sur la déclaration à exiger des ministres de tous les cultes, et proposa la formule suivante : « Je promets soumission au gouvernement de la République française ». 
Le 26 floréal de l'année de son élection, il rédige un rapport mettant douze millions à la disposition du ministre des finances pour le remboursement du mobilier vendu des condamnés. Il proposa le 26 vendémiaire an V la mise en liberté des prêtres détenus et déposa un rapport le 30 pluviôse sur les prêtres réfractaires. Il proposa le 8 messidor, au nom d'une commission, de rapporter les lois prononçant les peines de réclusion et de déportation contre les prêtres insermentés, et de déclarer que les individus frappés par ces lois entrent dans la classe des citoyens français. 
Il est obligé de se retirer de l'assemblée après le 18 fructidor. Il refuse de reconnaître la légitimité de Napoléon lors des Cent-Jours.  
Il est nommé proviseur du lycée Thiers en décembre 1813. En 1814, il reçoit de Louis XVIII, en récompense de ses services, des lettres de noblesse et est fait chevalier de la Légion d'honneur. Pendant les Cent-Jours, il refuse de reconnaître Napoléon et entraîne tout son lycée à sa suite. Il quitte son poste le 10 octobre 1816, lorsqu'il est à nouveau élu député de l'Aveyron, jusqu'en 1828. Il appartient au groupe de centre-droit. Il siège dans la minorité à la Chambre des députés et y est deux fois questeur. Appelé comme proviseur du lycée de Versailles (à l'époque Collège royal de Versailles) en 1818, il est nommé inspecteur général en 1824.

## Pour approfondir